# Авра Теодоропулу
Авра Теодоропулу (грец. Αύρα Θεοδωροπούλου; 3 листопада 1880 ― 20 січня 1963) ― вчителька грецької музики, піаністка, суфражистка та правозахисниця. Вона створила Лігу за права жінок у 1920 році та була її головою з 1920 по 1957 рр. Була одружена з поетом Агіс Терос. 

## Раннє життя
Авра Дракопулу народилася 3 листопада 1880 року в Едірне, Османська імперія, в сім'ї Елени та Арістоменіса Дракопулосу, який був офіційним консулом Греції в Туреччині. Її сестра Теоне Дракопулу була відомою поетесою та актрисою. У дитинстві сім’я була жила в Туреччині, а потім на Криті, перш ніж оселитися в Афінах. Закінчивши середню школу, Дракопулу вивчила англійську, французьку та німецьку мови та взяла участь медсестри-добровольця під час Греко-турецької війни 1897 р. У 1900 році вона закінчила Афінську консерваторію і того ж року познайомилася зі Спиросом Теодоропулосом, який став політиком і письменником, використовуючи псевдонім Агіс Терос. Вони одружилися в 1906 році. 

## Кар'єра
Теодоропулос отримала срібну медаль «Андреаса та Іфігенія Сингрос» за майстерну гру на фортепіано в 1910 році й була призначена викладати історію музики та фортепіано в консерваторії. У цей ранній період, під час пошуків різних методів самовираження, Теодоропулос написала щонайменше дві п’єси. Одину під назвою "Шанс чи воля" (грец. Τύχην ή θέλησιν) (1906), який не виконувався як напівавтобіографічний, і "Виблискували іскри" (грец. Σπίθες που σβήνουν), що була виконана в 1912 році Марікою Котопулі. У 1911 році вона долучилася до створення недільної школи для робітних жінок (грец. Κυριακάτικο Σχολείο Εργατριών) (KSE), організації, яка вперше вимагала право на освіту жінкам. Під час Балканської війни (1912–1913) вона повернулася до волонтерської роботи медичною сестрою та була відзначена медаллю Еллінського Червоного Хреста, медаллю Королеви Ольги, медаллю Балканської війни та медаллю Греко-Болгарської війни. 
У 1918 р. Теодоропулос була однією із засновників «Сестри солдатів» (грец. Αδελφή του Στρατιώτη), асоціації, створеної для розв'язання соціальних питань, спричинених війною, та надання жінкам активних засобів громадянської участі. Організація мала на меті заохочувати жінок та надавати їм громадянські та політичні права. Наступного року вона залишила Афінську консерваторію і почала викладати в Еллінській консерваторії. У 1920 році Теодоропулос разом із Розою Імвріоти, Марією Негрепонте, Агні Русопулос, Марією Сволу та іншими феміністками створили Лігу за права жінок Ліга за права жінок (грец. Σύνδεσμος για τα Δικαιώματα της Γυναίκας) і шукала асоціації з Міжнародним альянсом виборчого права жінок (IWSA), щоб подати їх вимоги щодо рівності.Спочатку організація була однією з найбільш динамічних грецьких феміністських організацій. У 1920 році вона подала резолюцію грецькому уряду від імені асоціації з вимогою усунення юридичних нерівностей, що забороняють жінкам голосувати. Наступного року вона стала президентом Ліги й залишалась нею до 1958 року, за винятком війни, коли організацію заборонили. 
KSE припинила свою діяльність у 1922 році, і Теодоропулос звернула її увагу на Службу нагляду та Національний притулок (грец. Εθνική Στέγη), які були обома організаціями, спрямованими на допомогу біженцям з Греко-турецької війни. Наприкінці конфлікту в Греції було багато біженців, і Служба нагляду Ліги надала волонтерів у півсотні населених пунктів для надання допомоги. Національний притулок був дитячим будинком, в якому могли розміститися до 85 дівчат. У 1923 р. Теодоропулос випустила журнал Ліги "Боротьба жінок» (грец. Ο Αγώνας της Γυναίκας) та брала участь у 9-й конференції IWSA, що відбулася в Римі. Вона стала членом правління IWSA і була ним до 1935 р., а завдяки контактам, які вона налагодила на конференції, створила Маленьку Антанту жінок ( Μικρή Αντάντ Γυναικών) (LEW), яка зустрілася в Бухаресті пізніше того ж року. На цій конференції Теодоропулос удостоїлась медалі короля Олександра I Югославії за її працю за мир. LEW складали феміністки з Чехословаччини, Греції, Польщі, Румунії та Югославії, і вона допомагала спільно організовувати їх щорічні конференції. Теодоропулус обіймала посаду президента грецької LEW з 1925 по 1927 р. після президентства Олександріни Кантакузіно. Вона була надзвичайно активною в цей період на міжнародних конференціях і здобула певний успіх вдома, коли в 1930 році освіченим грецьким жінкам було дозволено право обирати місцевих чиновників. 

## Пізніша кар’єра
У 1936 році Теодоропулу залишила Грецьку консерваторію і почала викладати в Національній консерваторії. У 1936 році, коли Іоанніс Метаксас взяв на себе диктатуру над Грецією, він припинив діяльність жіночої організації. Жінки спрямували свою діяльність у боротьбу проти опору проти окупації та Теодополос, як і в інших конфліктах, пішла добровольцем як медсестра. У 1946 році вона стала президентом новоствореної Панхеленійської федерації жінок (грец. Πανελλαδική Ομοσπονδία Γυναικών) (POG), яка була розроблена для об'єднання всіх жіночих організацій та противаг лівої та правої позицій. POG організувала конференцію, яка відбулася у травні 1946 р., в якій 671 делегат зібрався в Афінах, але протягом кількох місяців вибухнула Громадянська війна, і Теодоропулу подала у відставку, бо вважала, що жіночий рух повинен бути безпартійним. Її змусили підписати присягу на вірність у 1948 році через попередню причетність до комуністів, і секретна поліція зберігала досьє про неї та її чоловіка між 1949 р. та їх смертю, які не були знищені до 1989 року. 
Після припинення конфлікту Теодоропулу відновила свою участь у конференціях IWSA, відвідуючи конференції, проведені в Амстердамі (1949), Стокгольмі (1951), Неаполі (1952), Коломбо (1955), Копенгагені (1956) та Афінах (1958). У 1952 р. грецькі жінки нарешті здобули право бути повноцінними учасниками голосування. Вона вийшла у відставку з викладання у 1957 році та з Ліги за права жінок у 1958 році. У подальші роки вона працювала музичним критиком, публікувала в газетах та журналах, а після смерті чоловіка в 1961 році організувала їхні архіви. Помер Теодоропулу в Афінах 20 січня 1963 року. 

### Ресурси
- Boutzouvi, Aleka (2006). Theodoropoulou, Avra (born Drakopoulou) (188–1963). У de Haan, Francisca; Daskalova, Krasimira; Loutfi, Anna (ред.). Biographical Dictionary of Women's Movements and Feminisms in Central, Eastern, and South Eastern Europe: 19th and 20th Centuries. Budapest, Hungary: Central European University Press. с. 569–574. ISBN 978-963-7326-39-4 — через Project MUSE.
- Cheşchebec, Roxana (2006). Cantacuzino, Princess Alexandrina (1876–1944). У de Haan, Francisca; Daskalova, Krasimira; Loutfi, Anna (ред.). Biographical Dictionary of Women's Movements and Feminisms in Central, Eastern, and South Eastern Europe: 19th and 20th Centuries. Budapest, Hungary: Central European University Press. с. 89–94. ISBN 978-963-7326-39-4 — через Project MUSE.
- Duchen, Claire; Bandhauer-Schoffmann, Irene (2010). When the War Was Over: Women, War, and Peace in Europe, 1940–1956. London, England: Leisest University Press. ISBN 978-1-4411-7270-9. Архів оригіналу за 18 вересня 2021. Процитовано 25 березня 2020.
- Wilson, Katharina M. (1991). An Encyclopedia of Continental Women Writers. New York, New York: Garland Publishing. ISBN 978-0-8240-8547-6. Архів оригіналу за 18 вересня 2021. Процитовано 25 березня 2020.
- Χατζηϊωάννου, Ευθύμιος (8 березня 2015). Γυναικείο κίνημα [Women's movement] (Greek) . Berlin, Germany: Elliniki Gnomi. Архів оригіналу за 23 березня 2016. Процитовано 23 березня 2016.
- Χατζόπουλος, Ελευθέριος Θ. (9 лютого 2012). Προσωπικότητες Της Θράκης: Αυρα Θεοδωροπούλου [Personalities of Thrace: Aura Theodoropoulou] (Greek) . Thrace, Greece: Πανελλήνια Ομοσπονδία Θρακικών Σωματείων. Архів оригіналу за 23 березня 2016. Процитовано 23 березня 2016.
- Zirin, Mary; Livezeanu, Irina; Worobec, Christine D.; Farris, June Pachuta (2015). Women and Gender in Central and Eastern Europe, Russia, and Eurasia: A Comprehensive Bibliography. New York, New York: Routledge. ISBN 978-1-317-45197-6. Архів оригіналу за 18 вересня 2021. Процитовано 25 березня 2020.